# النقد البريطاني
النقد البريطاني (بالإنجليزية: British Critic)‏؛ هي مجلة فصلية بريطانية، كانت تصدر في لندن، في الفترة ما بين من عام 1793 حتى العام 1826، بصفتها مجلة مسيحية محافظة، ظهرت كرد فعل تجاه الأفكار التي حملتها الثورة الفرنسية.